# Brasch (Adelsgeschlecht)

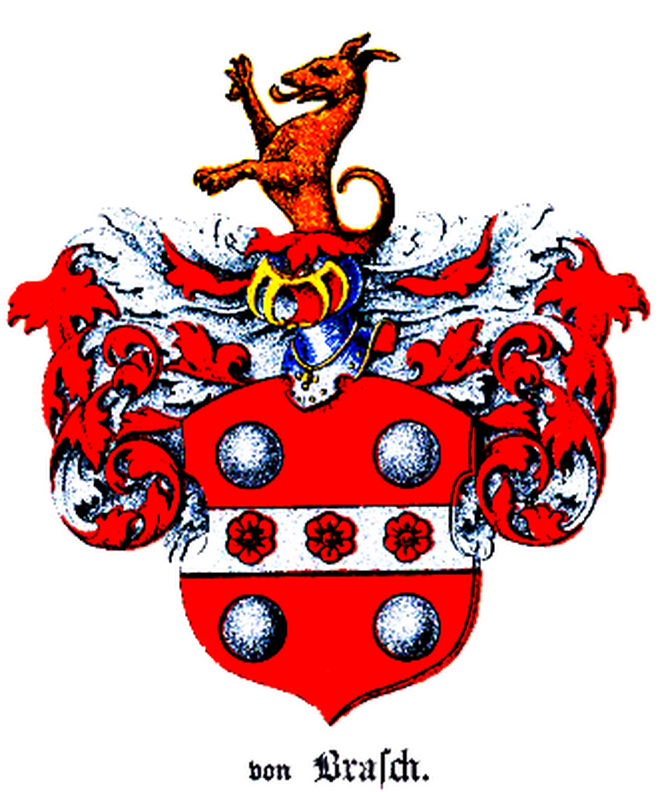
Wappen der Adelsfamilie von Brasch

Brasch ist der Familienname eines deutsch-baltischen Adelsgeschlechts, dessen Ursprung in Mecklenburg liegt. Mit Gottlob Siegmund Brasch erwarben sie 1794 den russischen Erbadel. Sie wurden 1795 in das Adelsgeschlechtsbuch der livländischen Statthalterschaft eingetragen und 1797 in die Livländische Ritterschaft, mit dem Adelsprädikat „von“, immatrikuliert.

## Geschichte
Seit dem 13. Jahrhundert kommt der Name Brasch in Mecklenburg in allen Ständen vor. Es wird angenommen, dass ihre Heimatstadt Parchim gewesen sein könnte, da es dort seit dieser Zeit in Kirchenbüchern geführt wurde. Bereits 1495 wird Jakob Brasch, der von den mecklenburgischen Herzögen Magnus II. (1441–1503) und Balthasar (1451 – 1507) zum Münzmeister in Schwerin oder Parchim bestellt worden war, in diesem Geschlechtsstamm erwähnt. Darüber hinaus trat dieser Vorname Jakob immer wieder in den männlichen Nachfolgelisten auf. Die ununterbrochene Stammreihe beginnt mit Daniel Brasch, der 1674 in Parchim verstarb. Seine Nachkommen waren angesehene Pastoren, Kaufleute im Gewürz- und Weinhandel, die häufig einen Sitz im Parchimer Stadtrat hatten.

### Mecklenburg

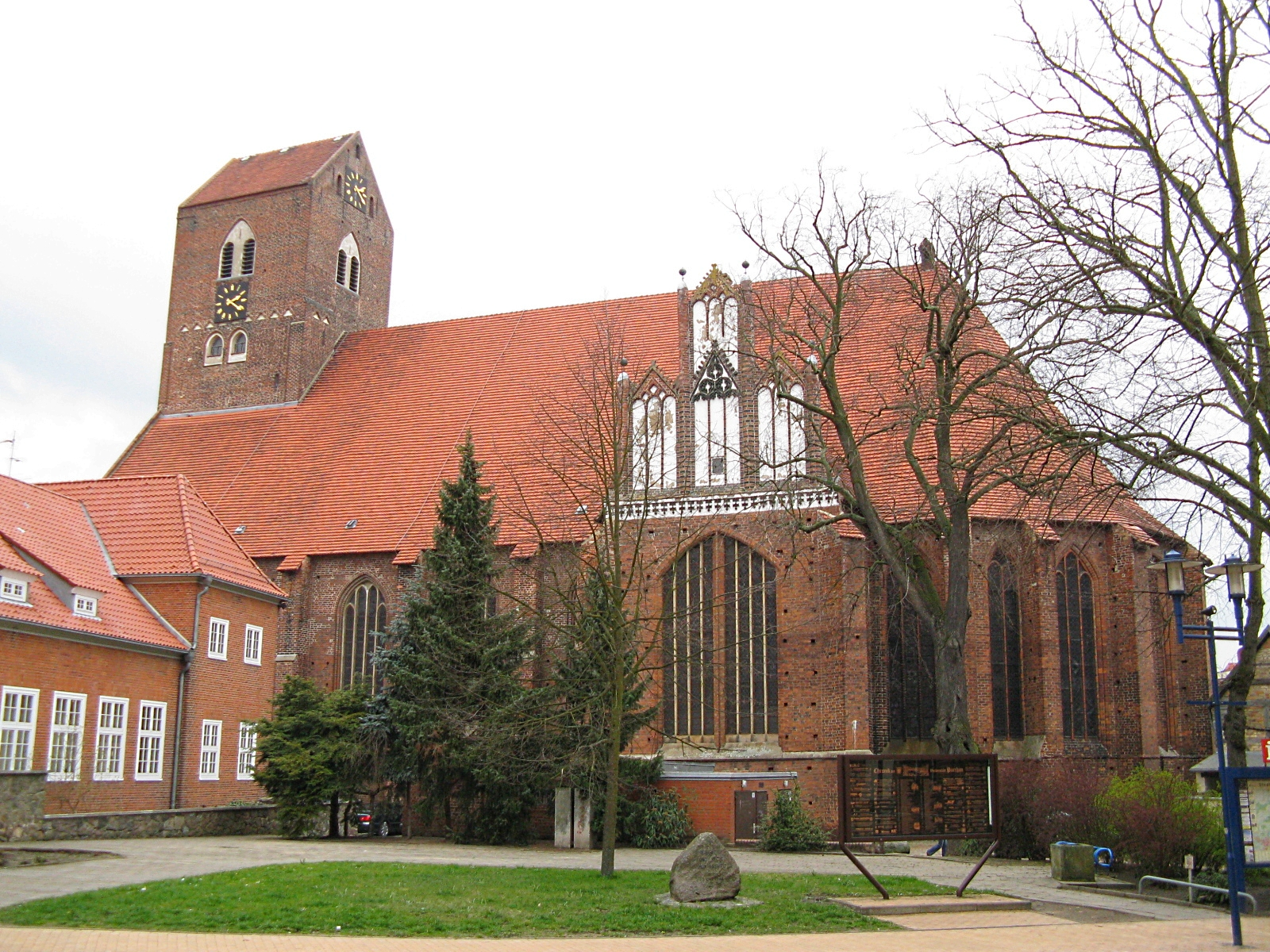
St. Georgen-Kirche in Parchim

Daniel Brasch, Bürger in Parchim († um 1674)
- Jakob I. Brasch, Bürger und Kaufmann († 1667)
- Jakob II. Brasch, Pastor zu Kreien (1666–1708)
- Jakob III. Brasch, Pastor zu Teterow (1671–1751)
- Kuno Jakob Brasch, Amtmann in Hoppenrade (1706–1758)[1]
- Gottlob Siegmund, 1752–1803, Stammvater der baltischen Stammlinie.

### In Livland
Der erste in Livland ansässige Brasch war Gottlob Siegmund von Brasch (* 1752 in Netzeband), der um das Jahr 1770 nach Riga kam. Hier wurde er 1793 Sekretär des Generalgouverneurs von Riga Nikolai Wassiljewitsch Repnin (1734–1801) und am 9. April 1794 erwarb er den russischen Erbadel. 1795 erhielt er das Indigenat in Kurland, wurde in das Adelsgeschlechtsbuch der livländischen Statthalterschaft eingetragen und 1797 mit den übrigen verzeichneten Mitgliedern der Familie Brasch in die Livländische Ritterschaft (Registrierungsnummer 252) immatrikuliert.
Ihm folgte im Mannesstamm seine Söhne Konrad Siegmund von Brasch (* 1779 in Dorpat; † 1835 in Aya), der die Stammfolge fortsetzte, und Karl Christian (* 1787 in Dorpat; † 1835 in Rom), dessen Zweig mit seinem Sohn Alexander Nikolai (* 1815 in Rom; † 1880 in Riga) erlosch. In den nachfolgenden Jahren erwarben die von Braschs eine Reihe von Gütern, hierzu zählten die Güter: Ropkoy, Renningshof, Rasin, Kersel, Hohensee, Kerimois, Friedrichshof und Gertrudenhof im estländischen Distrikt. Aya seit 1819, Waimastfer und Rippoka seit 1851, Brinkenhof seit 1882, Schwarzhof seit 1910 im lettischen Distrikt.

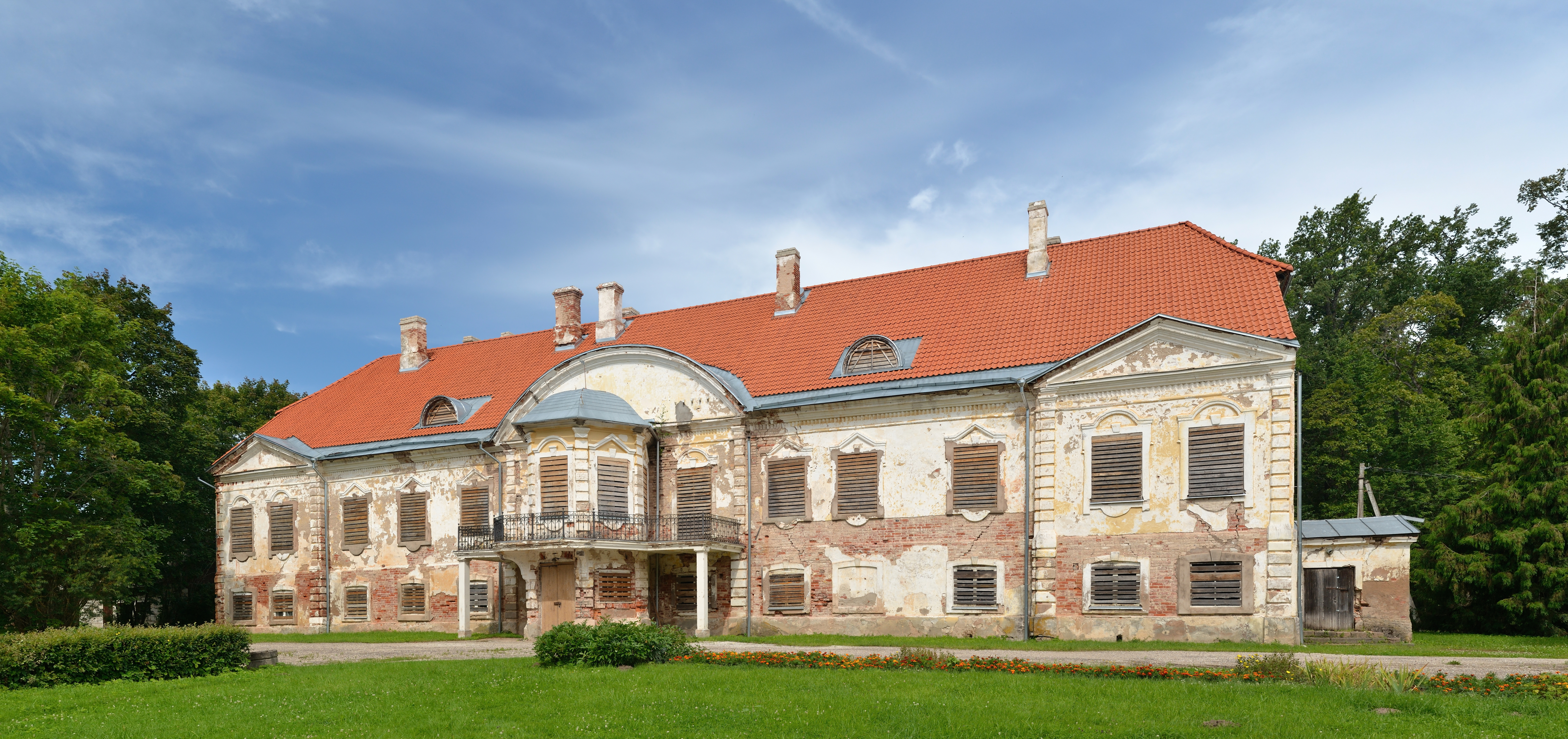
Herrenhaus des Guts Aya
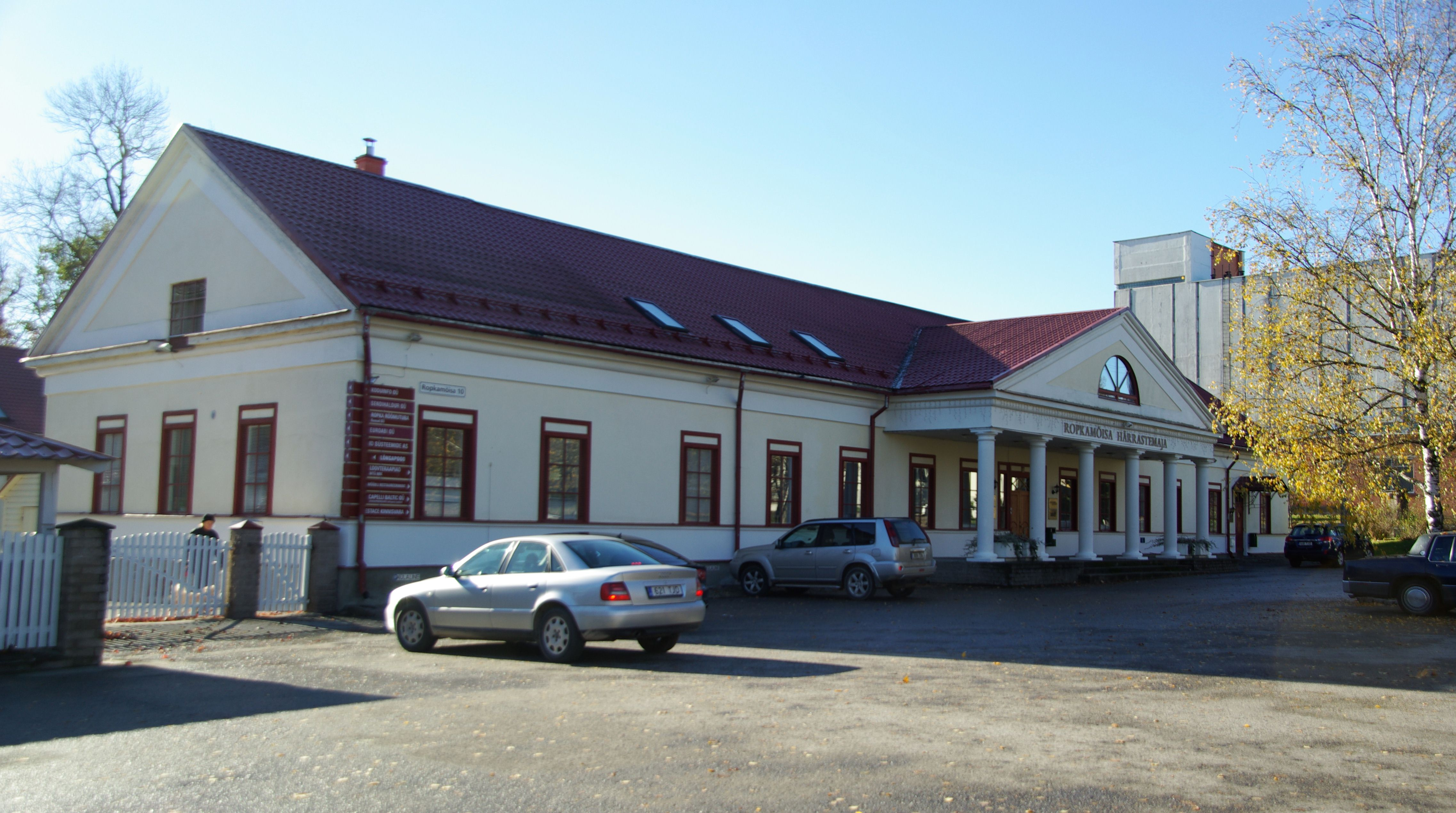
Herrenhaus in Ropkoy
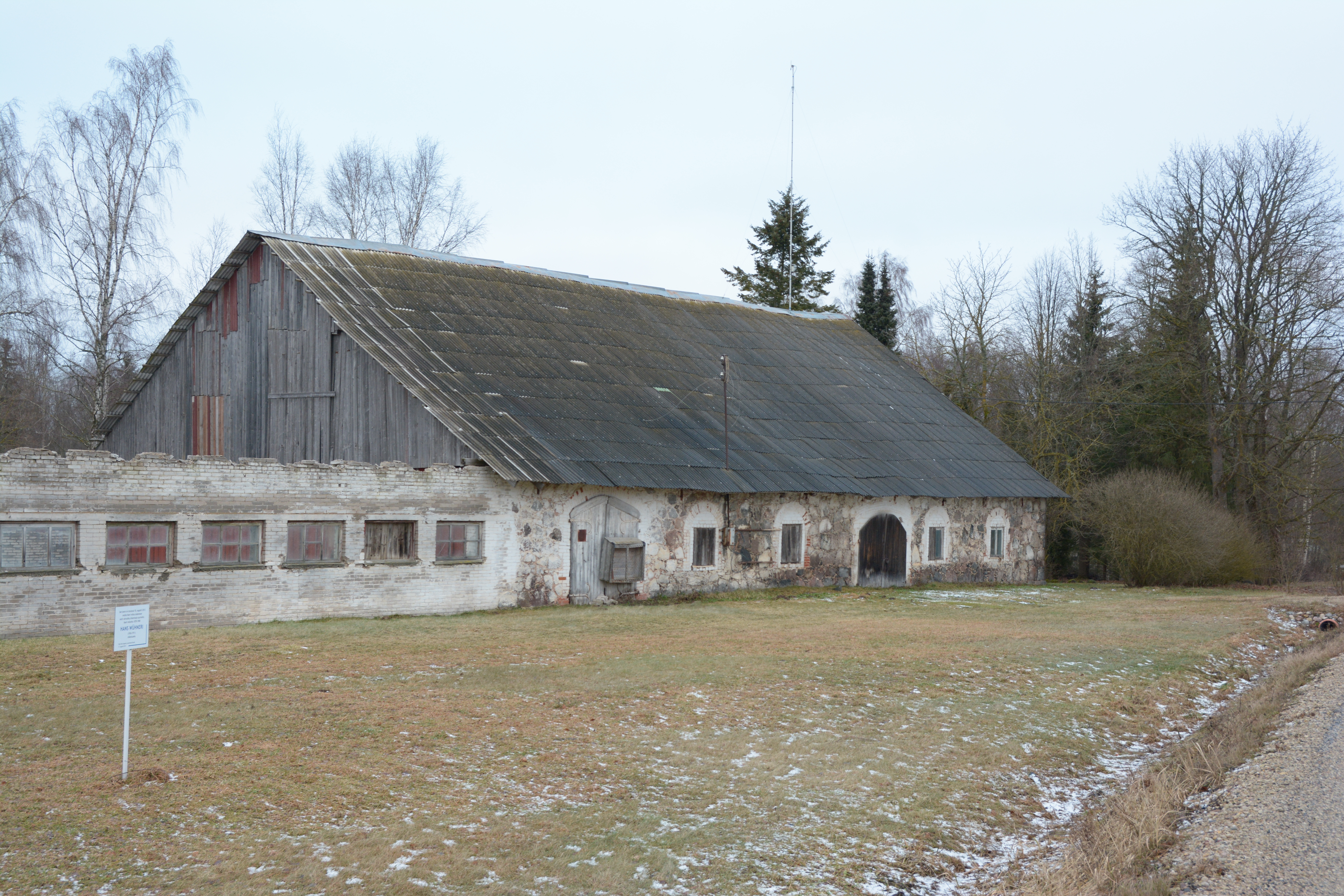
Teile des Guts Kehrimois
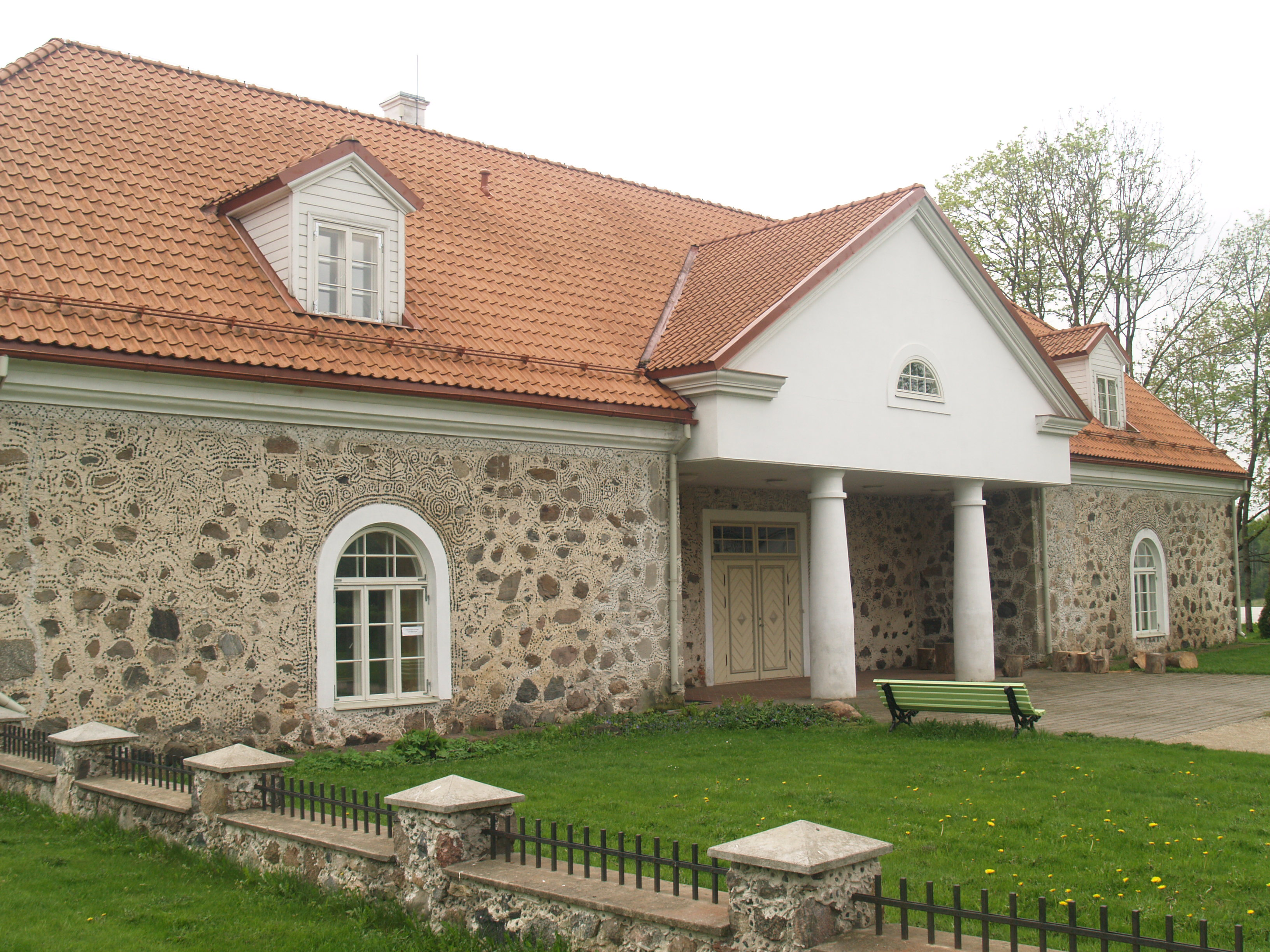
Herrenhaus in Waimastfer
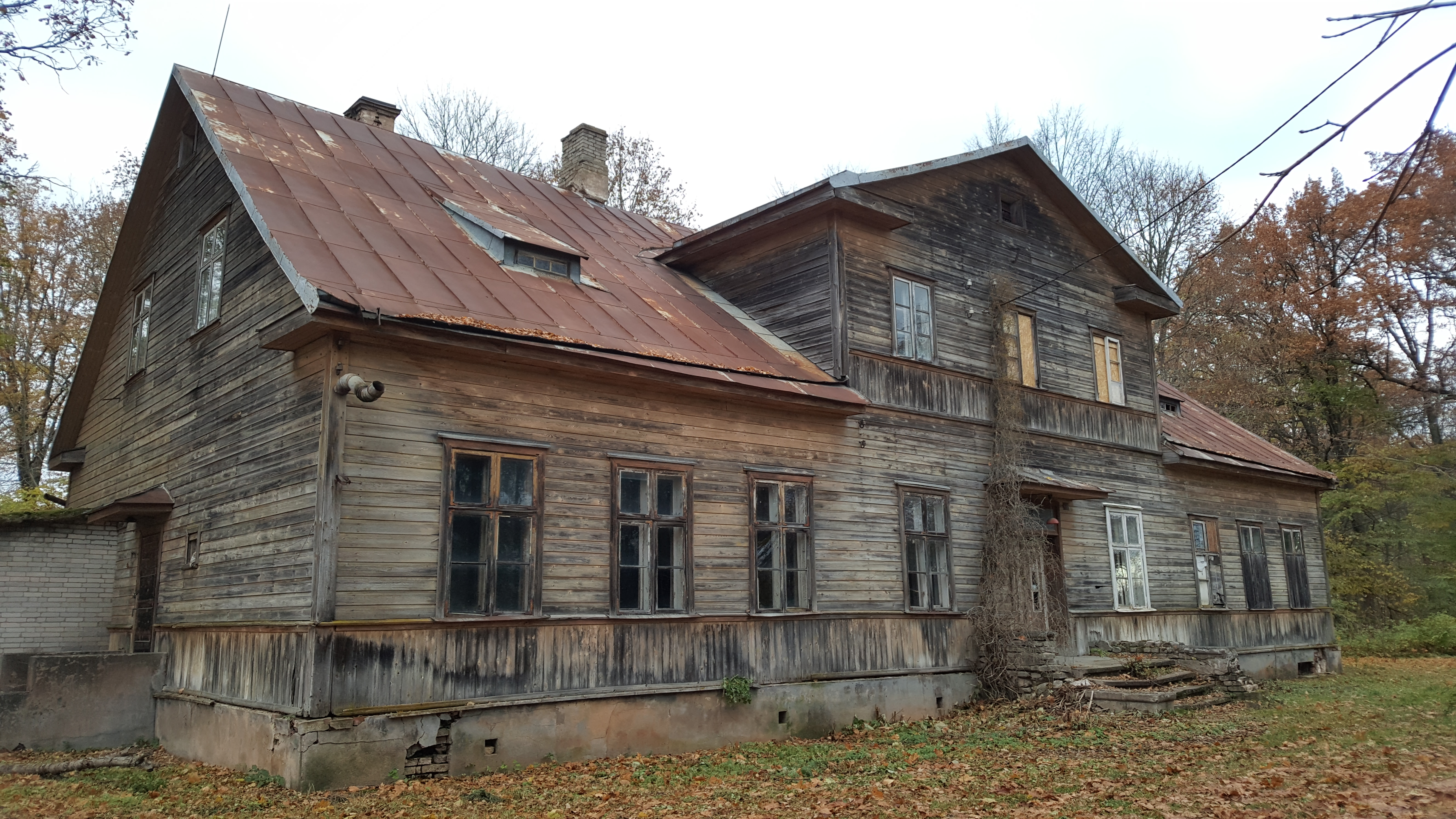
Altes Herrenhaus in Brinkenhof
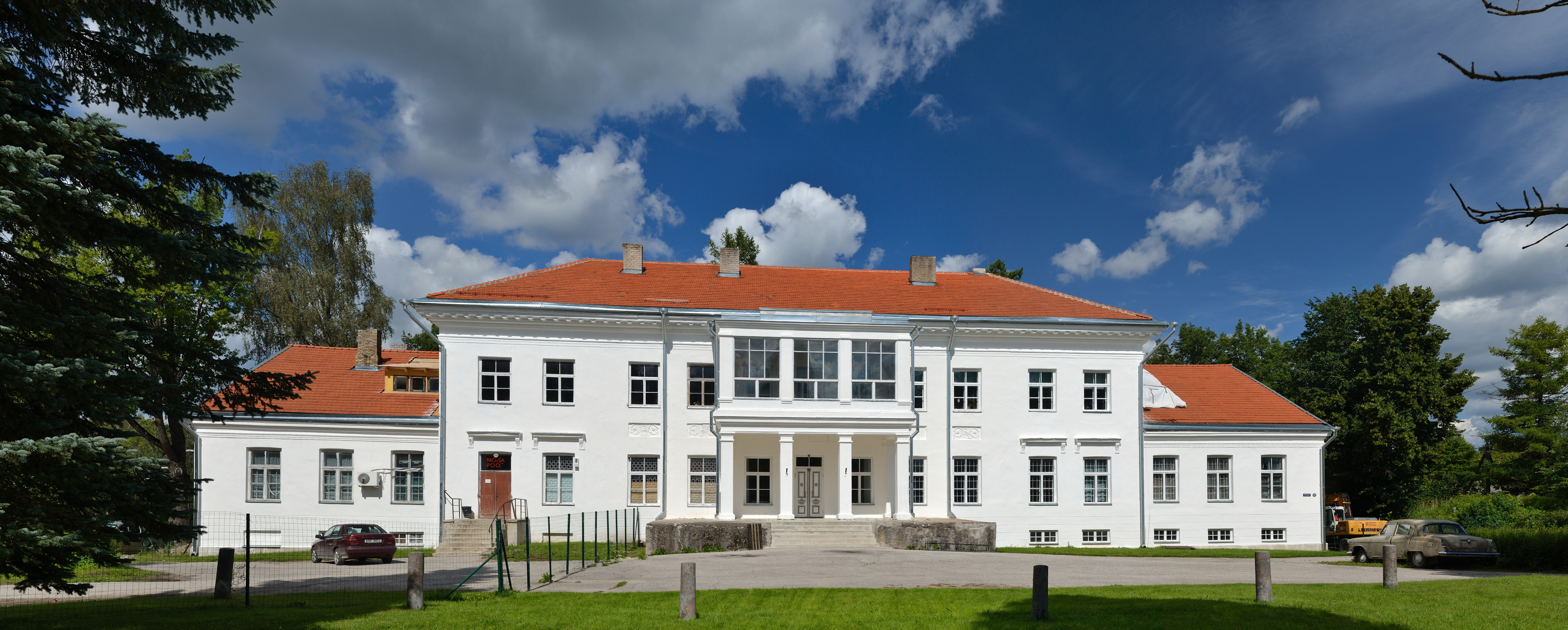
Herrenhaus des Guts Koil

### In Estland
Nach Kauf des Gutes Jöggis (im Familienbesitz bis ca. 1896) durch Konrad Eduard von Brasch wurde die Familie 1878 im Gouvernement Estland in die Matrikel der Estländischen Ritterschaft aufgenommen.
Von 1888 bis zur Enteignung im Oktober 1919 im Rahmen der estnischen Landreform gehörte das Gut Koil Ida Helene von Brasch, deren Ehemann Georg Karl Wilhelm von Poppen das Gut mit ihrem Vermögen und in ihrem Namen erworben hatte.

### Stammreihe

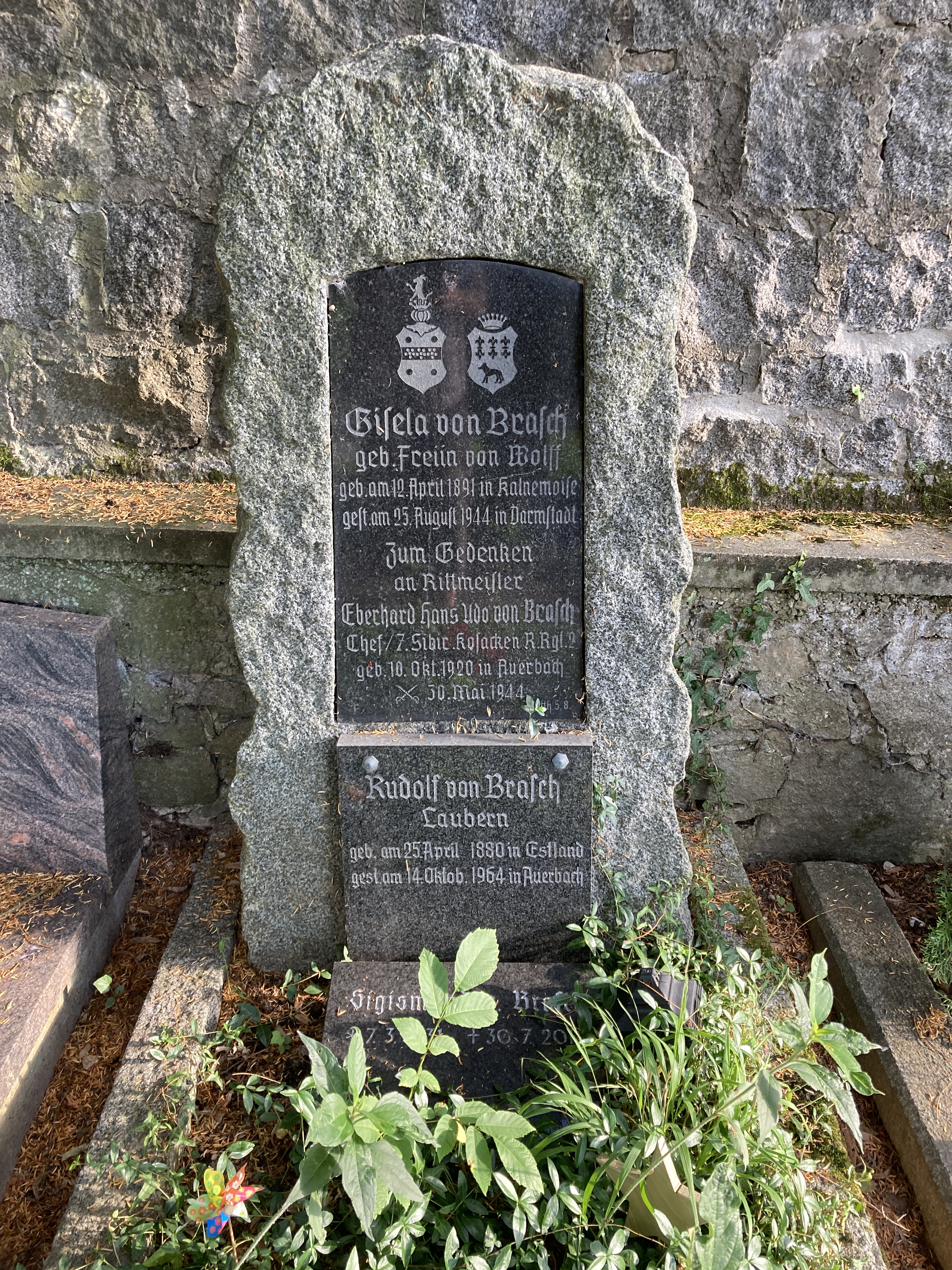
Grab- und Gedenkstätte der Familie Rudolf von Brasch auf dem Bergfriedhof Bensheim-Auerbach

Gottlob Siegmund von Brasch (* 14. Januar 1752 in Netzband (Mecklenburg); † 1803 in Riga) Herr auf Rasin, Rippoka, Ropkoy und Renningshof ⚭ Charlotte Amalie Stockenberg († 1802), eine Urenkelin des Bildhauers Johann Gustav Stockenberg und der Magdalena Lamoureux (eine Schwester von Abraham César Lamoureux)
- Konrad Siegmund von Brasch (* 1779 in Dorpat; † 1835 in Aya), Herr auf Ropkoy, Renningshof und Aya, Hofgerichtsassessor ⚭ Alexandrine Gräfin Dücker (1786–1846)
  - Leonhard Karl Gustav von Brasch (1811–1867)
    - Konrad Eduard von Brasch (1844–1882), Herr auf Aya und Jöggis ⚭ Elisabeth Alexandra von Mühlendahl (1851–1938)
      - Rudolf Wilhelm Ernst von Brasch gen. Udo (* 1880; † 1964 in Auerbach, Hessen), Herr auf Laubern ⚭ Gisela Emilie von Wolff (* 1891 in Kalnemoise; † 1944 in Darmstadt)
        - Viktor Gaston Conrad von Brasch (* 1914 in Kalnemoise[5][6]; † 1988 in Wiesbaden)[7], Dr. jur.; Dr. psych. ⚭ Maina Schoeller, Landschaftsfotografin[8] (Enkelin von Felix Hermann Maria Schoeller)
        - Eberhard Hans Udo von Brasch gen. Eduard Eberhard (* 1920 in Auerbach;[2] † gefallen 1944 bei Cermenica, Kroatien), Leutnant[9]

      - Elisabeth Ida von Brasch (* 1878 in Jöggis; † 1957 in München), Graphologin
      - Arved Karl Leon von Brasch gen. Allo (* 1881 in Kerro; † 1953 in Kitzbühel) ⚭ 1. Ehe Hedwig Alice Bircher (* 1879 in Arau; † 1916 in Fellin), Schwester von Max Bircher-Benner, 2. Ehe Hermine Obermayr
        - Elisabeth Bertha Heim-von Brasch gen. Härtl (* 1907 auf Friedrichshof; † 1996), Autorin[10]
        - Arved Konrad von Brasch (* 1909 auf Friedrichshof; † gefallen 1943 bei Masslowka, Ukraine), Unteroffizier[11]
        - Dagmar Liechti-von Brasch (* 1911 in Dorpat; † 1993 in Zürich), Ärztin ⚭ Eugen Lichti
        - Alexander Max Friedrich Joachim (* 1915 in Fellin; † 1963 in Klemzig, Südaustralien), Chemiker[7]

    - Oskar von Brasch (1845–1859)
    - Arved Konrad Magnus von Brasch (1847 – 1899 in Dorpat), Landrat ⚭ Eva Maria von Stackelberg (* 1859 in Sankt Petersburg)
      - Arved Nikolai von Brasch (* 1885 in Ropkoy; † 1902 in Pernau)

    - Viktor Ernst von Brasch (* 1850; † 1877 in Sankt Petersburg), Nationalökonom

  - Alexander Victor von Brasch (1810 – 1825 in Dorpat)
  - Konrad August von Brasch (1820–1884), livländischer Landrat
  - Ernst Heinrich Wilhelm von Brasch (1821–1883), Herr auf Waimastfer[3] ⚭ Anna Helena von Stackelberg (1820–1901)
    - Alexander Axel Konrad von Brasch (1846–1890) ⚭ Margarethe Karoline von Osterroht (1861–1932), in der Pfingstbewegung aktive Autorin[12] (Großnichte von Heinrich von Kleist)[13]
      - Ernst Konrad von Brasch (* 1884 in Dorpat; † 1924 in München) ⚭ Maria von Knorring (* 1889)
        - Alexander Conrad Wilhelm (1910–1915)

    - Ida Helene von Brasch (1861 - † )[3] Georg Karl Wilhelm von Poppen (1851–1924)[14]
- Karl Christoph von Brasch (* 1787; † 1835 in Rom) ⚭ Anna Bianchini († um 1830)
  - Alexander Anton Nikolai von Brasch (* 1815 in Rom; † 1880 in Riga), Beamter der „livländischen Güter- und  Kreditsozietät“[15]

Von den Stämmen von Rudolf Wilhelm Ernst von Brasch und Arved Karl Leon von Brasch gibt es noch lebende Nachkommen in Deutschland, Norwegen und Australien.

## Wappen
Das Familienwappen derer von Brasch zeigt in Rot einen quer belegten silbernen Balken mit drei roten sechsblättrigen Rosen. Der Balken wird oben und unten von zwei silbernen Kugeln begleitet. Die Helmzier ist ein wachsendes braunes Windspiel. Die Helmdecken sind rot und silbern.